# Punjaipuliampatti
Punjaipuliampatti là một thị xã panchayat của quận Erode thuộc bang Tamil Nadu, Ấn Độ.

## Nhân khẩu
Theo điều tra dân số năm 2001 của Ấn Độ, Punjaipuliampatti có dân số 15.144 người. Phái nam chiếm 50% tổng số dân và phái nữ chiếm 50%. Punjaipuliampatti có tỷ lệ 67% biết đọc biết viết, cao hơn tỷ lệ trung bình toàn quốc là 59,5%: tỷ lệ cho phái nam là 76%, và tỷ lệ cho phái nữ là 58%. Tại Punjaipuliampatti, 9% dân số nhỏ hơn 6 tuổi.